# Bellenod-sur-Seine
Bellenod-sur-Seine ist eine französische Gemeinde mit 68 Einwohnern (Stand: 1. Januar 2022) im Département Côte-d’Or in der Region Bourgogne-Franche-Comté. Sie gehört zum Arrondissement Montbard und zum Kanton Châtillon-sur-Seine.
Nachbargemeinden sind Origny im Nordwesten, Busseaut im Norden, Mauvilly im Nordosten, Meulson im Südosten, Quemigny-sur-Seine im Süden, Magny-Lambert im Südwesten und Saint-Marc-sur-Seine im Westen.

## Bevölkerungsentwicklung
| Jahr                       | 1962 | 1968 | 1975 | 1982 | 1990 | 1999 | 2008 | 2015 |
| -------------------------- | ---- | ---- | ---- | ---- | ---- | ---- | ---- | ---- |
| Einwohner                  | 110  | 128  | 109  | 115  | 90   | 78   | 78   | 77   |
| Quellen: Cassini und INSEE |      |      |      |      |      |      |      |      |

## Sehenswürdigkeiten
- Croix du Châtillonnais, Friedhofskreuz, Monument historique seit 1924
- Kirche Saint-Pierre-Saint-Paul

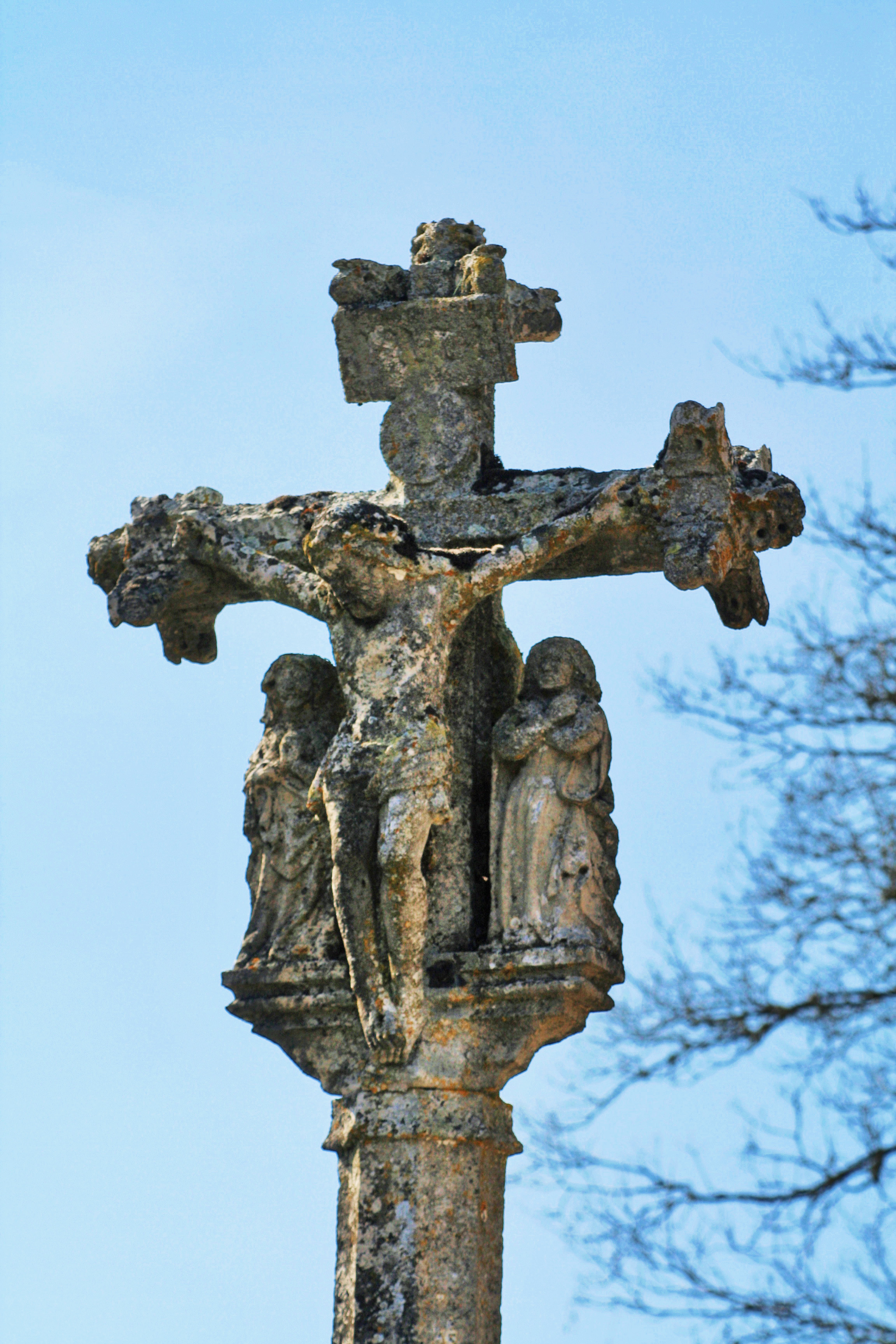
Croix du Châtillonnais
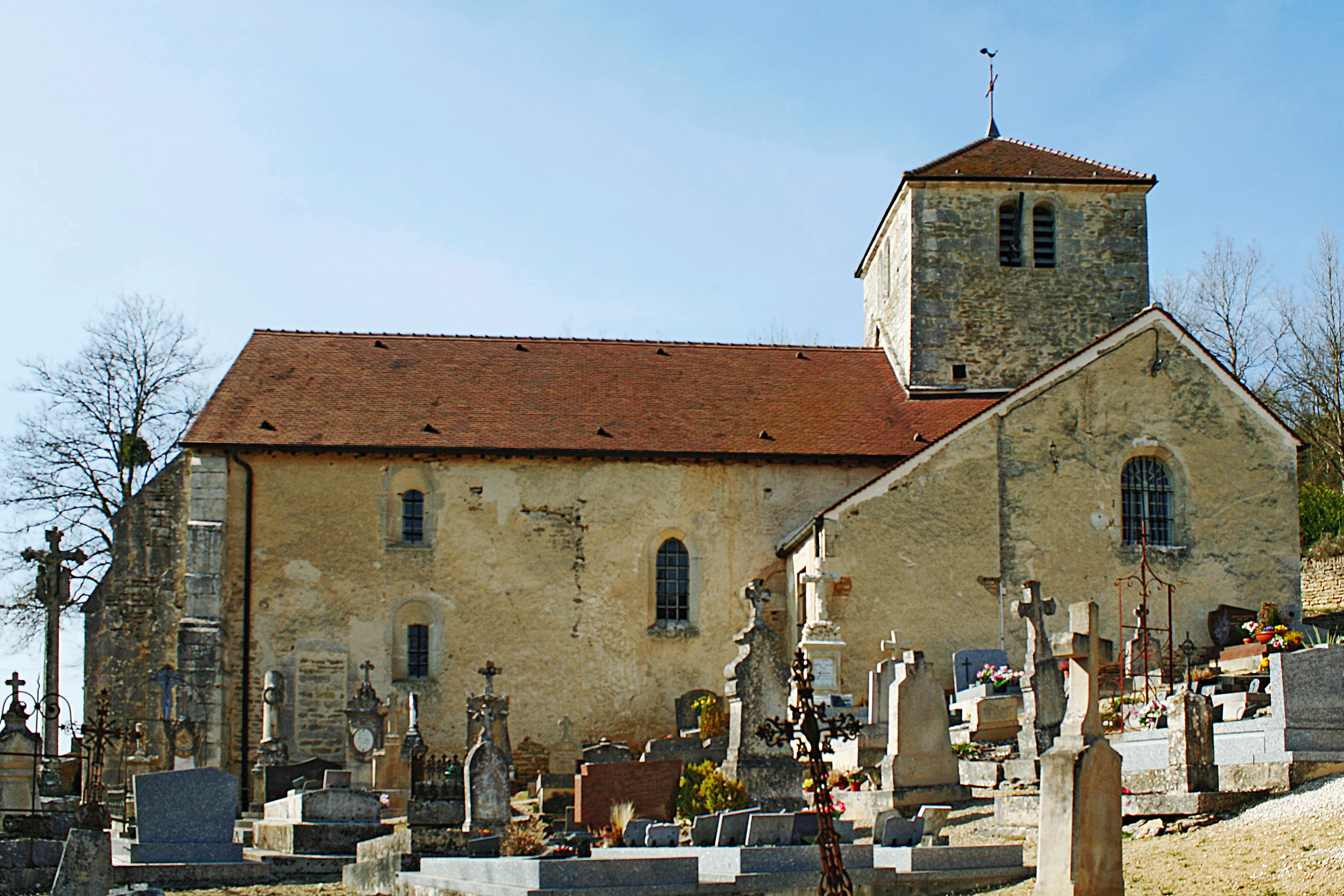
Kirche Saint-Pierre-Saint-Paul